# دهستان لاتیدان
دهستان لاتیدان، یکی از دهستان‌های بخش کهورستان شهرستان خمیر در استان هرمزگان ایران است. مرکز این دهستان، روستای نیمه‌کار است.

## جمعیت
بر پایه سرشماری عمومی نفوس و مسکن در سال ۱۳۹۵، جمعیت دهستان لاتیدان برابر با ۳٬۶۸۱ نفر بوده‌است.